# Casearia spinescens
Casearia spinescens (Sw.) Griseb. – gatunek rośliny z rodziny wierzbowatych (Salicaceae Mirb.). Występuje naturalnie na Antylach, w Ameryce Centralnej oraz Ameryce Południowej. 

## Rozmieszczenie geograficzne
Rośnie naturalnie na Antylach, w Ameryce Centralnej oraz Ameryce Południowej. W Ameryce Centralnej znany jest z Panamy. W Ameryce Południowej spotykany jest między innymi w Wenezueli, Gujanie oraz Brazylii. W Brazylii występuje w stanach Acre, Amazonas, Rondônia i Roraima. 

## Morfologia
PokrójZrzucające liście drzewo lub krzew dorastające do 4–7 m wysokości. Gałęzie są kolczaste.
LiścieBlaszka liściowa ma kształt od eliptycznego do owalnego. Mierzy 4–9 cm długości oraz 2,5–4 cm szerokości, jest niemal całbrzega, ma klinową nasadę i ostry wierzchołek. Ogonek liściowy jest nagi i dorasta do 2–5 mm długości.
KwiatySą zebrane w pęczki, rozwijają się w kątach pędów. Mają 4 lub 5 działek kielicha o owalnym kształcie i dorastających do 5–6 mm długości. Kwiaty mają 8–10 pręcików.
OwoceMają podługowaty kształt i osiągają 2–3 mm średnicy.